# Caroline Boileau
Pour les articles homonymes, voir Boileau.
Caroline Boileau, née en 1970 à Montréal, Québec, est une artiste québécoise multidisciplinaire.

## Biographie
Caroline Boileau est née à Montréal en 1970. Elle fait ses études collégiales en arts au Collège John Abbott de 1987 à 1989. Elle complète en 1995 un baccalauréat en arts visuels à l’Université du Québec à Montréal. Entre 2006 et 2010, elle conclut son parcours universitaire avec une maîtrise en MFA Studio Arts avec une concentration Open Media à l'Université Concordia,.

## Œuvres
- La Peau de crapaud, 2009, aquarelle sur papier, 35,5 x 51 cm (œuvre); 45,5 x 60,5 cm (avec cadre), Musée national des beaux-arts du Québec, Québec[3].
- L'Affamée, 2017, aquarelle sur papier, 77 x 56,5 cm (œuvre); 90 x 69,3 cm (avec cadre), Musée national des beaux-arts du Québec, Québec[4].

## Expositions
- Je me dilapide en renoncements, Dare-Dare, Montréal, 1998[5].
- Surface, The Banff Centre for the Arts, Banff, Alberta, 1999.
- L’algèbre d’Ariane, Liège et Montréal, 2000.
- Rare and Peculiar Visions, Museu Brasileiro da Escultura, Säo Paulo, Brésil, 2000.
- Ce que tu me racontes ce que je cache, Galerie B-312, Montréal, 2001[6].
- Biennale internationale du lin de Portneuf, Québec, 2011[7].
- Tromso Open, Tromso, Norvège, 2016.
- Motion, Accademia di Belle Arti di Roma, Rome, Italie, 2017.
- Motion, Centre culturel canadien, Paris, France, 2017.
- Motion, MacKenzie Art Gallery, Régina, Saskatchewan, 2017.
- Quelques dessins, À l'enseigne, Liège, Belgique, 2018.
- Entre deux eaux (Mellan Tva Vatten), Brucebo Gallery, Själsö, Gotland, Suède, 2018.
- Motion, Musée d'art du Centre de la confédération, Charlottetown, Île-du-Prince-Édouard, 2018.

## Performances
- Attention fragile!, Forum européen de la jeune création, Forum Stadtpark, Graz, Autriche, 2003.
- Centro Cultural Antiguo Instituto, Gijón, Espagne, 2003[8].
- 6e Symposium annuel en art visuel, York University, Toronto, 2007.
- WWKette d'un jour, WWKarmy, Musée d'art contemporain de Montréal, 2008.
- Soft Spaces and softer objects, Blackwood Gallery, Toronto, 2008.
- The K.I.D.S. Has Some Work To Do, Flux Factory, New York, 2009[9].
- Drawing Incubator, SLC Performance Festival, Salt Lake City, 2014[10].
- Le catalogue des futurs, Musée d'art de Joliette, Joliette, 2016[11].

## Honneurs
- Prix à la création, Fundacion Municipal de Cultura, Gijón, Espagne, 2002.
- Bourse du Conseil des arts du Canada, 2001, 2003, 2004.
- Fonds québécois de la recherche sur la société et la culture, programme de réintégration à la recherche, 2006-2008.
- Bourse d’études Hydro-Québec, Faculté des arts et des sciences, faculté des beaux-arts et école de gestion John Molson, 2008.
- Bourses de déplacement, Conseil des arts et des lettres du Québec. 1999, 2003 2014, 2015.
- Bourses de recherche et de création du Conseil des Arts et des Lettres du Québec. 1998, 2000, 2001, 2003, 2005, 2010, 2017.

## Musées et collections publiques
- Musée d'art contemporain de Baie-Saint-Paul
- Musée d'art de Joliette[12].
- Musée national des beaux-arts du Québec[13].
- Centre d'exposition de Baie-Saint-Paul.
- Galerie Leonard & Bina Ellen, Université Concordia
- Fondation Brucebo[14].